# Parafia Najświętszej Maryi Panny Wspomożenia Wiernych w Olsztynie
Parafia Najświętszej Maryi Panny Wspomożenia Wiernych w Olsztynie – rzymskokatolicka parafia w Olsztynie, należąca do archidiecezji warmińskiej i dekanatu Olsztyn Północ.

## Historia
Wierni z Likus należeli do parafia św. Wawrzyńca  erygowanej w Gutkowie 7 marca 1871 roku. Parafię Najświętszej Maryi Panny Wspomożenia Wiernych erygowano 29 czerwca 1992. Kościół parafialny mieści się przy ulicy Bałtyckiej. Parafię prowadzą księża Salezjanie.  

## Proboszczowie
- ks. Stanisław Rusiniak SDB (1992–1998 )[2]
- ks. Tadeusz Pawluk SDB (1998–2002)[2]
- ks. Stanisław Orpik (2002–2008)[2]
- ks. Dariusz Makowski (2008– ?)[2]
- ks. Dariusz Łużyński (2020– )[3][4].